# Tsumi
Tsumi (jap. 罪) – sintoistyczny termin oznaczający stan nieczystości rytualnej wynikający ze złamania zasad moralnych, społecznych lub religijnych ; we współczesnej japońszczyźnie obok grzechu oznacza też winę, zbrodnię, przestępstwo, występek.

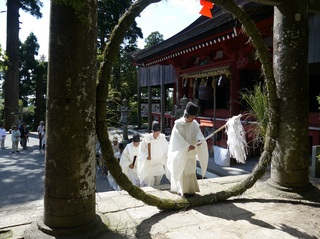
Ceremonia wielkiego oczyszczenia przeprowadzana przez kapłanów ma uwalniać od skutków grzechów (tsumi) i skalania (kegare); kapłani przechodzą przez pierścień chinowa (inaczej suganuki) wykonany z trawy chigaya (Imperata cylindrica)

W pierwotnym shintō grzechem nie był sam akt złej woli, lecz jego negatywne konsekwencje. Człowieka, który naraził się bóstwu, spotykała nieuchronna kara, która miała mu uświadomić, że popełnił przewinienie, i skłonić go w ten sposób do poprawy. Charakterystyczną cechą tego światopoglądu była wiara we wzajemny związek grzechu i kary boskiej. Do tsumi zaliczano nie tylko świadome łamanie zasad, ale także kataklizmy i choroby, które uważano za następstwa złych czynów dokonanych w przeszłości. W moralności sintoistycznej funkcjonowała idea odpowiedzialności zbiorowej, dlatego kara za grzechy jednostki mogła spaść na całą wspólnotę. Każdy grzech mógł zostać odkupiony poprzez odzyskanie stanu czystości duchowej i fizycznej, co następowało podczas ceremonii oczyszczenia (harae lub harai).
Przed V wiekiem Japończycy dokonali pierwszych prób zdefiniowania i sklasyfikowania pojęcia tsumi, których efektem było wyodrębnienie dwóch typów grzechów: amatsu-tsumi oraz kunitsu-tsumi. Podział ten występuje w treści modlitwy (norito) Ōharae no kotoba (jap. 大祓詞; „Słowa wielkiego oczyszczenia”) zapisanej w kodeksie Engishiki, a same grzechy zostały wymienione także w najstarszych japońskich tekstach historiograficznych Kojiki oraz Nihon shoki.

## Amatsu-tsumi
Amatsu-tsumi (jap. 天津罪 / 天つ罪; dosł. „grzechy niebiańskie”, „złe czyny niebiańskie”) to osiem grzechów popełnionych według mitu przez bóstwo Susanoo w Takamagaharze, które łamały zasady pierwotnego społeczeństwa rolniczego: 
- ahanachi (畔放): niszczenie grobli rozdzielających pola ryżowe;
- mizoume (溝埋): zasypywanie kanałów doprowadzających wodę do pól ryżowych;
- hihanachi (樋放): niszczenie drewnianych mechanizmów używanych do kontrolowania systemu nawadniania pól;
- shikimaki (頻播): powtórne obsiewanie pola, które zostało już wcześniej zasiane[a];
- kushisashi (串刺): stawianie palików na polu[b];
- ikihagi (生剥): skórowanie(inne języki) żywych zwierząt[c];
- sakahagi (逆剥): skórowanie zwierząt wspak[c];
- kusohe (糞戸): wylewanie ekskrementów (tradycyjnie interpretowane jako zanieczyszczanie miejsc sakralnych, które powinny być zachowane w czystości)[15].

## Kunitsu-tsumi
Kunitsu-tsumi (jap. 国津罪 / 国つ罪; dosł. „grzechy ziemskie”, „złe czyny ziemskie”) to grzechy naruszające harmonię we wszechświecie, zarówno będące świadomymi działaniami człowieka, jak i te od niego niezależne:
- ikihadadachi (生膚断): przecinanie skóry osoby żywej (skalanie krwią)[d];
- shihadadachi (死膚断): przecinanie skóry osoby martwej (skalanie martwym ciałem)[d];
- shirahito (白人): choroba, podczas której skóra staje się biała, uznawana za rodzaj trądu;
- kokumi (胡久美): garb, narośl na skórze;
- cztery rodzaje kazirodztwa:
  - ono ga haha okaseru tsumi (己が母犯せる罪): stosunek z własną matką;
  - ono ga ko okaseru tsumi (己が子犯せる罪): stosunek z własnym dzieckiem[e];
  - haha to ko to okaseru tsumi (母と子と犯せる罪): stosunek z córką kobiety, z którą wcześniej odbyło się stosunek (cudzołożenie z pasierbicą)[f];
  - ko to haha to okaseru tsumi (子と母と犯せる罪): stosunek z matką kobiety, z którą wcześniej odbyło się stosunek (cudzołożenie z teściową)[f];
- kemono okaseru tsumi (畜犯せる罪): czyny zoofilskie[g];
- haumushi no wazawai (昆虫の災): plaga zwierząt pełzających (np. węże, stonogi);
- takatsukami no wazawai (高つ神の災): klęski zsyłane przez bóstwa z wysokości (np. pioruny);
- takatsutori no wazawai (高つ鳥の災): klęski spowodowane przez ptactwo;
- kemono taoshi (畜仆し): zabijanie bydła za pomocą czarów (interpretowane także jako wyrządzanie szkody właścicielom zwierząt);
- majimono seru tsumi (蠱物せる罪): rzucanie uroków na ludzi[18].

W Kōtaijingū gishikichō wymienione zostały także dwa dodatkowe kunitsu-tsumi, które uznawano za niefortunne sposoby śmierci – kawairi (川入), oznaczające utonięcie, i hoyake (火焼) – śmierć w płomieniach. 